# Siegfried Denk
Siegfried Denk, auch Sigfrid, (* 10. Februar 1951 in Braunau am Inn; † 5. März 1982 in Wien) war ein österreichischer Radrennfahrer.

## Sportliche Laufbahn
Denk wurde zweimal Österreichischer Straßenmeister, 1971 und 1974., 1972 wurde er Vize-Meister. 1972 startete er bei den Olympischen Spielen in München und belegte im Mannschaftszeitfahren den zehnten Platz. 1974 wurde er Dritter der Österreich-Rundfahrt, und 1975 gewann er das Kirschblütenrennen Wels. 1975 wurde er Zweiter bei Wien–Rabenstein–Gresten–Wien. Bei der Österreich-Rundfahrt 1977 gewann er zwei Etappen und kam auf den 8. Platz der Gesamtwertung.
Kurz nach seinem 31. Geburtstag nahm sich Siegfried Denk 1982 das Leben.